# Joachim Johansson
Joachim Johansson (Lund, 1 de julho de 1982) é um ex-tenista profissional sueco.

## ATP Tour Finais

### Simples: 3 (3-0)
| Legenda (pre/pos 2009)                                          |
| Grand Slam (0)                                                  |
| Tennis Masters Cup / ATP World Tour Finals (0)                  |
| ATP Masters Series / ATP World Tour Masters 1000 (0)            |
| ATP International Series Gold / ATP World Tour 500 Series (1/0) |
| ATP International Series / ATP World Tour 250 Series (2/0)      |

| Títulos por Piso |
| Duro (3/0)       |
| Saibro (0/0)     |
| Gram (0/0)       |
| Carpete (0/0)    |

| Resultado | N. | Data              | Torneio             | Piso | Oponente       | Placar   |
| Campeão   | 1. | 16 Fevereiro 2004 | Memphis, EUA        | Duro | Nicolas Kiefer | 7–6, 6–3 |
| Campeão   | 2. | 3 Janeiro 2005    | Adelaide, Austrália | Duro | Taylor Dent    | 7–5, 6–3 |
| Campeão   | 3. | 7 Fevereiro 2005  | Marseille, França   | Duro | Ivan Ljubičić  | 7–5, 6–4 |

### Performance em Grand Slam
| Torneio                      | 2000 | 2001 | 2002 | 2003 | 2004 | 2005 | 2006 | 2007 | 2008 | 2009 | 2010 | 2011 | 2013 | Vitória-Derrotas |
| ---------------------------- | ---- | ---- | ---- | ---- | ---- | ---- | ---- | ---- | ---- | ---- | ---- | ---- | ---- | ---------------- |
| Australian Open              | A    | A    | A    | 1R   | 3R   | 4R   | A    | 1R   | A    | A    | A    | A    | A    | 5–4              |
| Aberto da França             | A    | A    | A    | LQ   | 1R   | A    | A    | A    | A    | A    | A    | A    | A    | 0–1              |
| Wimbledon                    | A    | A    | A    | LQ   | 4R   | 3R   | A    | A    | A    | A    | A    | A    | A    | 5–2              |
| US Open                      | A    | A    | A    | 1R   | SF   | A    | A    | A    | A    | A    | A    | A    | A    | 5–2              |
| Grand Slam Vitórias-Derrotas | 0–0  | 0–0  | 0–0  | 0–2  | 10–4 | 5–2  | 0–0  | 0–1  | 0–0  | 0–0  | 0–0  | 0–0  | 0–0  | 15–9             |
| Ranking Final do Ano         | 773  | 390  | 219  | 95   | 11   | 54   | 193  | 350  | 771  | 365  | 889  | 554  | 694  | N/A              |